# Gediminas Juzeliūnas
Gediminas Juzeliūnas (* 14. Juli 1958 in Vilnius) ist ein litauischer Physiker auf dem Gebiet der Quantenoptik und Physik der kondensierten Materie. Er ist Direktor des Instituts für Theoretische Physik und Astronomie sowie Professor der Universität Vilnius.

## Leben
Nach dem Abitur an der Antanas-Vienuolis-Mittelschule absolvierte Gediminas Juzeliūnas von 1976 bis 1981 ein Diplomstudium der Physik an der Vilniaus universitetas (VU). Danach promovierte er und 2000 habilitierte in Physik. Von 1989 bis 1990 arbeitete er am Physikinstitut der Lietuvos mokslų akademija. Ab 1990 war er Mitarbeiter der VU. von 1997 bis 1998, 1999 und 2000 bildete er sich weiter an der Universität Ulm. Ab 2008 lehrte er als Professor am Lehrstuhl für Theoretische Physik und Informatik der Vilniaus pedagoginis universitetas.
Seine Arbeitsschwerpunkte sind Optik und Spektroskopie kondensierter Materie, Quantenoptik und nichtlineare Optik, Theorie von Exzitonen und Polariton, Bose-Einstein-Kondensate und atomare Gasphysik. Gediminas Juzeliūnas entwickelte eine Polaritonen-Methode für die Beschreibung der Quantisierung der elektromagnetischen Strahlung in Wechselwirkung mit Festkörperanregungen weiter. 
Er hat diese Methode für die Forschung des langsamen Lichtes im Gas der kalten Atome angewandt. Juzeliūnas hat mehr als 50 wissenschaftliche Publikationen. Als oberster wissenschaftlicher Mitarbeiter leitet er die Forschungsgruppe Quantum Optics Group am Institut für Theoretische Physik der VU.
Juzeliūnas bekam ein Stipendium von der Humboldt-Stiftung und Fulbright-Stipendium.

## Familie
Sein Vater war Komponist, Musikwissenschaftler, Musikpädagoge und Professor Julius Juzeliūnas (1916–2001).
Gediminas Juzeliūnas ist verheiratet. Seine Frau Ona Juzeliūnienė (* 1962) ist Kosmetologin.
Sie haben die Töchter Eglė Juzeliūnaitė (* 1985), Paulė Juzeliūnaitė (* 1987) und Emilija Juzeliūnaitė (* 1996).

## Preise
- 2008: Litauischer Wissenschaftspreis
- 2010: Rektorpreis der Universität Vilnius
- 1988: Nationalpreis für beste litauische Nachwuchswissenschaftler
- 1992, 1995, 1996, 1997, 1999, 2000: Erster Preis für bestes theoretische Werk des Instituts für Theoretische Physik und Astronomie der Universität Vilnius